# Yuhu
Yuhu (en chino, 雨湖; pinyin, Yǔhú (escuchar)ⓘ) es un distrito urbano bajo la administración directa de la Prefectura  Xiangtan  en la Provincia de Hunan, República Popular China.  Su área es de 445 km² y su población total para 2010 superó los 500 mil  habitantes. 

## Administración
Desde junio  de 2023, el  Distrito Yuhu   se divide en 12 pueblos  administrados  en 8 subdistritos,   3 poblados y 1 villa.

## Toponimia
El topónimo Yuhu [/Yi-Ju/] significa "lago Yu «lluvia»". Su nombre lo toma directamente del lago Yu (雨湖), un emblemático lago ubicado dentro de su territorio.
Según Historia de Tamcheng (潭城史迹); se dice que hace unos 600 años, el tercer rey de la dinastía Ming, el Rey Ji, paseaba por aquí junto a su concubina Xu en su paseo primaveral. Durante el paseo, los sorprendió la lluvia y, al ver las gotas de lluvia caer sobre las hojas de loto, se sintieron inspirados por la escena y le dieron por nombre "el lago de la lluvia". Otra teoría sugiere que el lago, al estar en un terreno bajo, se formó por la acumulación de agua de lluvia, de ahí su nombre".
Sin embargo, las Crónicas del Condado Xiangtan (湘潭县志), editadas durante el reinado de Guangxu (1875-1908) afirma: "Originalmente era un canal conectado al río Xiang, que luego fue excavado artificialmente para convertirse en lago. Más tarde se le llamó 'Lago Hou' (后湖) y finalmente 'Yu'.